# Madame a des envies
Pour plus de détails, voir Fiche technique et Distribution.
Madame a des envies est un film français réalisé par Alice Guy en 1906. Un film du même nom (avec un scénario différent) sort l'année suivante (1907) chez Pathé Frères.

## Synopsis
Assis sur le banc d'un jardin public, une fillette déguste une sucette pendant que son père lit le journal. Arrive une dame attendant un heureux événement, accompagnée de son mari poussant un landau occupé par l’aîné de la future fratrie. Pris d’une envie irrésistible, la dame s’empare de la sucrerie de l’enfant qui fond aussitôt en larmes au grand dam de son père. Le Monsieur propose la restitution de la sucette volée mais le père courroucé refuse violemment en souffletant le Monsieur qui n’en peut mais.
Plus loin, à la terrasse d'un café, un client se fait une joie à l'idée de boire un verre d’absinthe. Il est cependant absorbé par la lecture de son journal. Mal lui en prend, car la dame aux envies ne tarde pas arriver : l’absinthe est bientôt bue. Heureusement pour le futur père, la nouvelle victime est cette fois-ci si distraite par les nouvelles du jour que la petite famille a le temps de s’éloigner. Lorsque le consommateur trouve son verre vide, il met cela sur le compte de son étourderie… ou de l'abus de boisson.
La promenade se poursuit. Un pauvre hère s'apprête à manger son repas à base de hareng saur. Hélas pour lui, Madame passe par là : le hareng change vite de propriétaire. Monsieur est obligé de mettre la main à la poche pour calmer l’ire du vagabond.
Quelques pas et le couple croise un colporteur fumant la pipe. Madame s'empare aussitôt de la bouffarde. Malgré sa répulsion et force grimaces, la voici en train de fumer !
Monsieur est au comble de l'agacement et décide de rentrer à la maison. Sur le chemin du retour, lors d’une brève algarade, Monsieur bouscule Madame qui tombe dans le carré de choux d’un potager qu’ils longent. La délivrance ne tarde guère puisque Monsieur n’a qu’à se baisser pour cueillir un nouveau-né. Consterné dans un premier temps : deux bambins, c’est beaucoup ! Monsieur se trouve finalement heureux d’être à nouveau père et se réconcilie aussitôt avec Madame.

## Fiche technique
- Titre : Madame a des envies (Madam's Cravings ou Madam's Fancies en anglais, A Madame com Desejos en portugais, Panicka má chute en tchèque)
- Réalisation : Alice Guy
- Société de production : Pathé Frères
- Pays d'origine :  France
- Genre : comédie
- Durée : 4 minutes et 15 secondes
- Métrage : 130 m
- Date de sortie : 1906
- Licence : domaine public

## Distribution
- Le père de la jeune fille :
- La jeune fille :
- Le père :
- La mère : Alice Guy
- Le buveur d'absinthe :
- Le mendiant :
- Le colporteur :

## Analyse
Le film est tourné en extérieur, exception faite des gros plans où l'on voit la dame succomber avec délice à ses envies.
Comme dans d'autres de ses films (La Fée aux choux ou Sage-femme de première classe), Alice Guy aborde le thème de la maternité mais ici de manière résolument burlesque. Si la place des choux semble centrale dans sa cosmogonie, la critique sociale n'est jamais très éloignée : les stéréotypes sont trop nombreux, enchaînés comme des perles (femme-enfant, femme animale, femme sexuelle), l'ambivalence de la « mauvaise mère » et du clown, et le rire apparaît comme seul salut.
L'historienne du cinéma Alison McMahan remarque que l'utilisation des gros plans dans Madame a des envies est extrêmement novatrice (« The first dramatic close-up? »,, avant Griffith), et qu'elle met en valeur des scènes osées (évocation de la fellation dans la scène de la sucette). 
Iris Brey, critique de cinéma et universitaire, note quant à elle qu'il s'agit probablement du premier film de l'histoire du cinéma à mettre en scène le désir féminin tout en adoptant un point de vue féminin empathique, qu'elle nomme female gaze (par opposition au male gaze). 
La datation de 1906 et l'attribution à Alice Guy est celle proposée par Gaumont en 2008, dans le coffret de DVD Le Cinéma premier 1897-1913 volume 1. Un film homonyme de la même réalisatrice, mais avec un scénario différent, est daté de 1907 par Pathé. 